# Lidia Renata Hirnle
Lidia Renata Hirnle (ur. 27 stycznia 1956) – polska ginekolog, dr hab. nauk medycznych, profesor nadzwyczajny I Katedry i Kliniki Ginekologii i Położnictwa Wydziału Lekarskiego Uniwersytetu Medycznego im. Piastów Śląskich we Wrocławiu.

## Życiorys
Urodziła się 27 stycznia 1956. W 1981 ukończyła studia medyczne w Akademii Medycznej im. Piastów Śląskich, natomiast 13 grudnia 1991 uzyskała doktorat za pracę pt. Indukcja porodu z zastosowaniem prostaglandyny E2 w (PGE2) w żelu, a 18 stycznia 2008 uzyskała stopień doktora habilitowanego nauk medycznych na podstawie rozprawy zatytułowanej Analiza form molekularnych fibronektyny w płynie owodniowym i osoczu kobiet ciężarnych w ciąży fizjologicznej lub powikłanej infekcją wewnątrzmaciczną.
Została zatrudniona na stanowisku adiunkta w II Katedrze i Klinice Ginekologii, Położnictwa i Neonatologii na Wydziale Lekarskim Akademii Medycznej im. Piastów Śląskich, a potem otrzymała nominację na profesora nadzwyczajnego I Katedry i Kliniki Ginekologii i Położnictwa Wydziału Lekarskiego Uniwersytetu Medycznego im. Piastów Śląskich we Wrocławiu.
Jest recenzentem 6 prac doktorskich, oraz promotorem kolejnych dwóch prac doktorskich i kierownikiem dwóch prac naukowych.

## Wybrane publikacje
- 2003: Influence of a Hydrophilising Substance on the Pharmaceutical Properties of Hydrophilic Intravaginal Tablets Containing Lactic Acid Complex with Chitosan[2]
- 2006: Leczenie objawów związanych z zaburzeniami ekosystemu pochwy u kobiet w okresie pomenopauzalnym - zastosowanie globulek na bazie metylocelulozy, zawierających kompleks kwasu mlekowego z chitozanem[2]
- 2006: Evaluation of bacterial vaginosis therapy in pregnant women with vaginal tablets containing lactic acid complexed with Eudragit E-100 which undergo gelation at the site of application[2]
- 2013: Lectin-based analysis of fucose and sialic acid expressions on human amniotic IgA during normal pregnancy[2]
- 2015: Terminal glycotope expression on milk fibronectin differs from plasma fibronectin and changes over lactation[2]